# Птава
Птава (словац. Ptava) — річка в Словаччині, ліва притока Лаборця, протікає в окрузі Гуменне.
Довжина — 9.4 км. Витік знаходиться в масиві Вигорлат — на висоті 300 метрів. Протікає територією  сіл Порубка і Хлмець.
Впадає у  Ціроху на висоті 148 метрів.